# يوفون أزرق الردف
يوفون أزرق الردف (الاسم العلمي: Euphonia elegantissima) (بالإنجليزية: Blue-rumped Euphonia)‏ هو نوع من الطيور يتبع جنس اليوفون من فصيلة الشراشير الحقيقية.